# 室周器
室周器（英語：Circumventricular organs，简称：CVOs）是大脑内部一组具有丰富血管但缺乏完整血脑屏障的结构。中枢神经系统通过室周器与外周血液联系，同时室周器也是参与神经内分泌功能的重要组成部分。室周器不完整的血脑屏障组织结构允许肽类和激素等分子在神经组织与血液之间进行交换，但仍可阻止毒素入脑。室周器按功能可分为两类：感受型和分泌型。感受型室周器包括后缘区、穹窿下器以及终板血管器。这些结构能够感受血浆中的分子并将信息传递至大脑其他区域，直接参与自主神经系统对循环系统的调控。分泌型室周器包括连合下器、垂体后叶（也被称作神经垂体）、松果体、正中隆突以及一些动物的垂体中间叶。这些结构在大脑应对内外刺激的反馈调节中负责将激素和糖蛋白等分泌入血液。
科学研究已经发现室周器参与体液调节、心血管功能、免疫反应、渴觉、进食以及生殖功能的调控。